# Блок 11ц
Блок 11ц је део целине коју чине и Блокови 11а и 11б, у оквиру Градске општине Нови Београд. 

## Положај
Блок 11ц је смештен у низу са блоковима 11а и 11б, окружен Булеваром Михајла Пупина, Булеваром Николе Тесле, Улицом Алексиначких рудара и Булеваром Маршала Толбухина (раније Гоце Делчева). Остали блокови који га непосредно окружују су блокови 10, 9а и 2. У саставу је Месне заједнице Икарус. Блок је богат зеленилом, стазама за шетњу, а непосредно се наслања на Земунски кеј и шеталиште поред Дунава.

## Грађевине
Изграђени стамбени објекти датирају из 70−тих година — то су вишеспратне стамбене зграде и солитери. Осим блока зграда новијег датума са белом фасадном циглом. У оквиру околног простора улазе бројна паркинг места која су на располагању станарима. Блок је богат зеленилом. У зони блока постоји парк са игралиштем, кошаркашки и фудбалски терен у склопу основне школе, као и уређено дечје игралиште у североисточном делу блока.
У блоку 11ц постоји вртић−јаслице „Сунцокрет”, као и ОШ „Краљ Александар I”, једна од најстаријих основних школа у Београду. Под именом „Теразијска основна школа”, основана је 1844. године и налазила се у Дечанској улици. Када је на месту старе школе 1930. године саграђена нова зграда, школа добија назив Државна школа „Краљ Александар I”, а 1935. године постаје „Огледна народна школа”. После ослобођења земље добија име Основна школа број IV, а од 1954. године постаје Основна школа „Жарко Зрењанин”. Године 1968. сели се на Нови Београд. Септембра 2004. године школи је враћен назив Основна школа „Краљ Александар I”. У својој дугој историји, школа је променила две општине, три зграде и пет назива.
У насељу се налази тржни центар „Стари Меркатор” у оквиру којег се налазе продавнице, услужне делатности, банке, пошта, пијаца, пекаре, кафићи и друго. Поред зграде је позориште „Пинокио” и хотел „Tulip Inn”.

## Околина
Најближе блоку 11ц су Средња туристичка школа је у Блоку 2, Графичка и 9. београдска гимназија у Блоку 5, као и Алфа БК Универзитет у блоку 11б. Становницима блока је лако доступан и Дом здравља „Нови Београд” у блоку 9а, где се налази и дежурна апотека, као и Институт за здравствену заштиту мајке и детета Др Вукан Чупић” (блок 7а).
Насеље је познато и по тзв. „улици глади”, то је део Булевара маршала Толбухина, у којој велики број ресторана брзе хране ради нон стоп, и који већ годинама услужују људе након ноћних излазака.
У непосредној близини се налази Земунски кеј и Парк Ушће, са стазама за шетњу, бициклистичким и рекреативним стазама за трчање.

## Саобраћај
Блок 11ц је аутобуским линијама повезан са центром града и осталим градским подручјима. Булеваром Михајла Пупина пролазе аутобуси на линијама 16, 65, 72, 75, 77, 78, 83. Булеваром Николе Тесле пролазе линије 15, 84, 704 и 707.

## Галерија
- Улица Маршала Толбухина, Блок 11ц
- Хотел „Tulip Inn”
- Позориште "Пинокио"
- Дечје игралиште, Блок 11ц
- Вртић "Сунцокрет", Блок 11ц
- ТЦ Стари Меркатор